# Threticus insularis
Threticus insularis är en tvåvingeart som beskrevs av Wagner 1994. Threticus insularis ingår i släktet Threticus och familjen fjärilsmyggor. Inga underarter finns listade i Catalogue of Life.